# Rivière des Mille Îles
Rivière des Mille Îles – rzeka w kanadyjskiej prowincji Quebec, na granicy regionów Laval oraz Laurentides i Lanaudière. Oddziela wyspę Jésus od północnego wybrzeża.
Nazwa rzeki (z fr. Rzeka Tysiąca Wysp) pochodzi od archipelagu Mil Isles (Tysiąc Wysp), który składa się z niewielkich wysepek ciągnących się przez całą długość rzeki. Owe wysepki zostały wspomniane pod nazwą Mil Isles w Relation des Jésuites de 1674, rzeka została natomiast nazwana Rivière Jésus. W 1683 roku Michel-Sidrac Dugué de Boisbriand otrzymał ziemię nad brzegiem rzeki, gdzie został utworzony seniorat Seigneurie des Mille-Isles. Określenia „Rivière des Mille Isles” po raz pierwszy użył Nicolas-Gaspard Boucault w 1754 roku. Według Relation des Jésuites de 1637 rzeka nosiła również nazwę „Rivière Saint-Jean”, od zarządcy Jeana Nicoleta z Trois-Rivières.